# 新小岩站

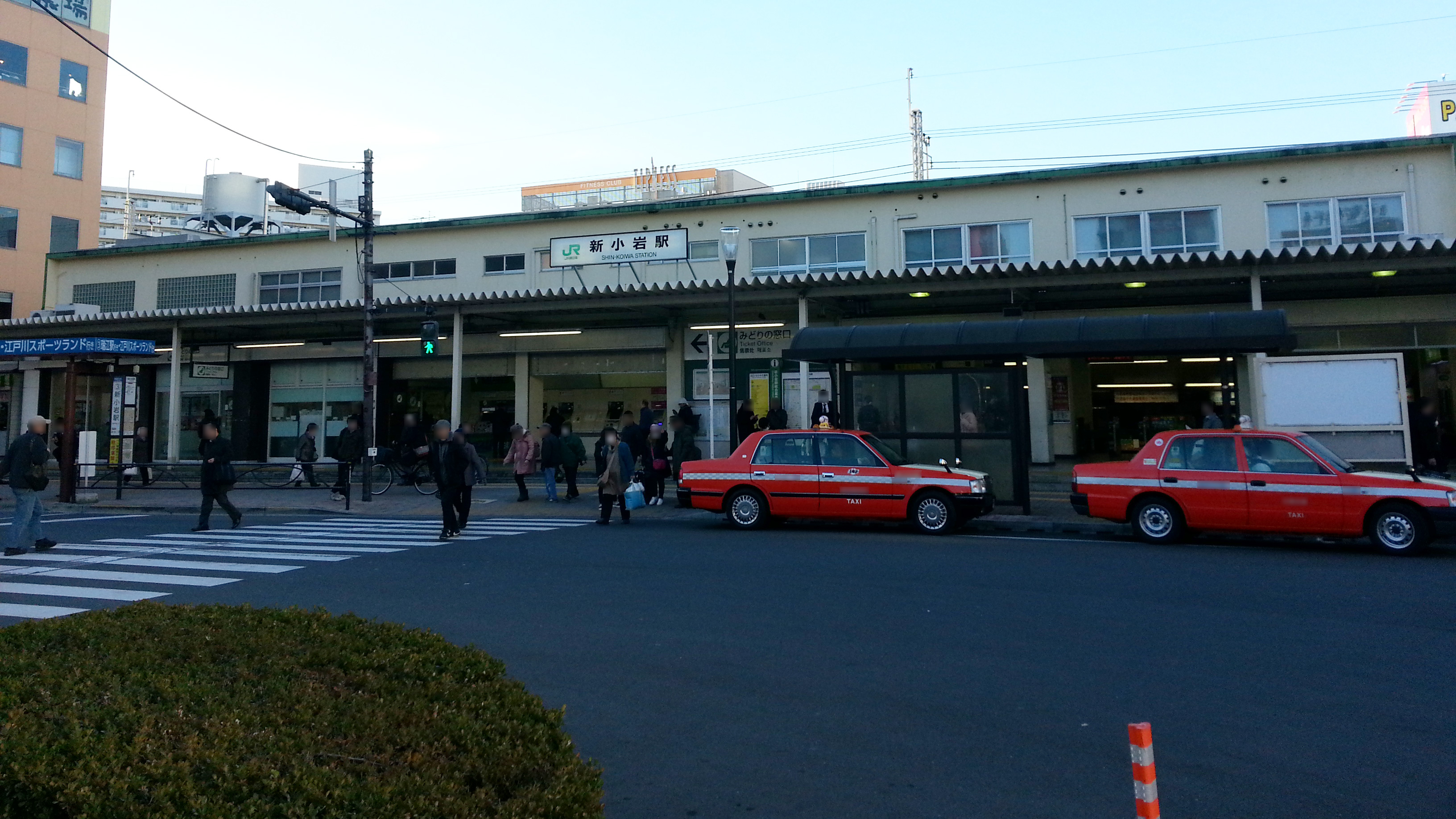
南口（2016年12月）

新小岩站（日语：／ Shin-koiwa eki */?）是位於日本東京都葛飾區新小岩一丁目，屬於東日本旅客鐵道（JR東日本）總武本線的鐵路車站。葛飾區最南端車站。
本站交會路線有行走快速線的總武快速線與行走緩行線的中央·總武線各站停車2個系統。依據特定都區市內，本站屬於「東京都區內」。總武快速線的車站編號是JO 23、中央·總武線各站停車的車站編號是JB 25。

## 歷史
本站前身為1926年設置的新小岩信號所。當地居民曾要求將站名改為當時的周邊地名「小松」，然而當時已有「下總小松站」（為與北陸本線小松站區隔而冠上「下總」），加上車票與站名板都已印刷完成而維持原樣。之後，昭和40年代實施住居表示，周邊地名以車站命名為新小岩、東新小岩、西新小岩。

### 年表
- 1926年（大正15年）2月14日
  - 2月14日：東京府東京市葛飾區下小松町開設國有鐵道新小岩信號所[3]。
  - 7月1日：改名為新小岩操車場[3]。
- 1928年（昭和3年）7月10日－正式設站，初期只開辦客運服務[3]。開業當時只設南口。
- 1944年（昭和19年）－因為附近企業的請求而開設北口[2]。
- 1945年（昭和20年）6月11日－開辦貨運業務。
  - 6月10日：遭到空襲破壞[3]。
  - 6月11日：開辦貨運業務。
- 1956年（昭和31年）2月3日：美軍機墜落於北口站前炸（新小岩站前美軍機墜落事故（日语：新小岩駅前米軍機墜落事故））。
- 1965年（昭和40年）12月1日：開始行李及小型行李配送業務。
- 1968年（昭和43年）6月1日－貨運服務分割到附近的新小岩操站（現在的新小岩信號場站（日语：新小岩信号場駅））經營。
- 1972年（昭和47年）7月15日－作為通勤五方面作戰一環，總武快速線開業[3]。本站成為其中一個停靠車站。
- 1987年（昭和62年）4月1日－國鐵分割民營化，本站由JR東日本接手管理[3]。
- 1999年（平成11年）2月：新設電扶梯連結月台與大廳層[新聞 1]
- 2001年（平成13年）11月18日－智能卡系統Suica正式投入服務[報道 1]。
- [2011年（平成23年）
  - 3月5日：東北廣場與北口連絡通路啟用[4]。
  - 3月28日：新小岩站東北廣場巴士站啟用。
- 2013年（平成25年）12月21日：南北自由通路整備工程動工式[5]。
- 2017年（平成29年）10月14日：連結檢票口層與1、2號線月台的電梯啟用[6]。
- 2018年（平成30年）
  - 2月24日：連結檢票口層與3、4號線月台的電梯啟用[7]。
  - 6月24日：北口與南口檢票口整合[8]。南北自由通路啟用[9][8]。
  - 12月8日：3、4號線（總武快速線月台）月台門啟用[報道 2][新聞 2]。

## 車站構造
島式月台2面4線之高架車站。2018年6月24日將南北兩處檢票口集中為一處。南口有綠色窗口、指定席售票機。現為直營站，下管平井站。
由於高架高度不高，車站一樓部分是比地面低約一公尺的半地下構造。
鐵路線路將周邊區域隔為南北兩半。過去沒有站外通行道，因此乘客往來南北兩側須購買入場券進站或是繞至平和橋通。之後業者與自治體進行南北自由通道與無障礙化工程，並於2018年6月24日啟用。

### 月台配置
| 月台 | 路線               | 方向 | 目的地                       |
| ---- | ------------------ | ---- | ---------------------------- |
| 1    | 總武線（各站停車） | 西行 | 秋葉原、新宿、中野方向       |
| 2    | 總武線（各站停車） | 東行 | 小岩、船橋、千葉方向         |
| 3    | 總武線（快速）     | 上行 | 錦糸町、東京、橫濱、逗子方向 |
| 4    | 總武線（快速）     | 下行 | 船橋、津田沼、千葉方向       |

（來源：JR東日本:車站構內圖 （页面存档备份，存于））

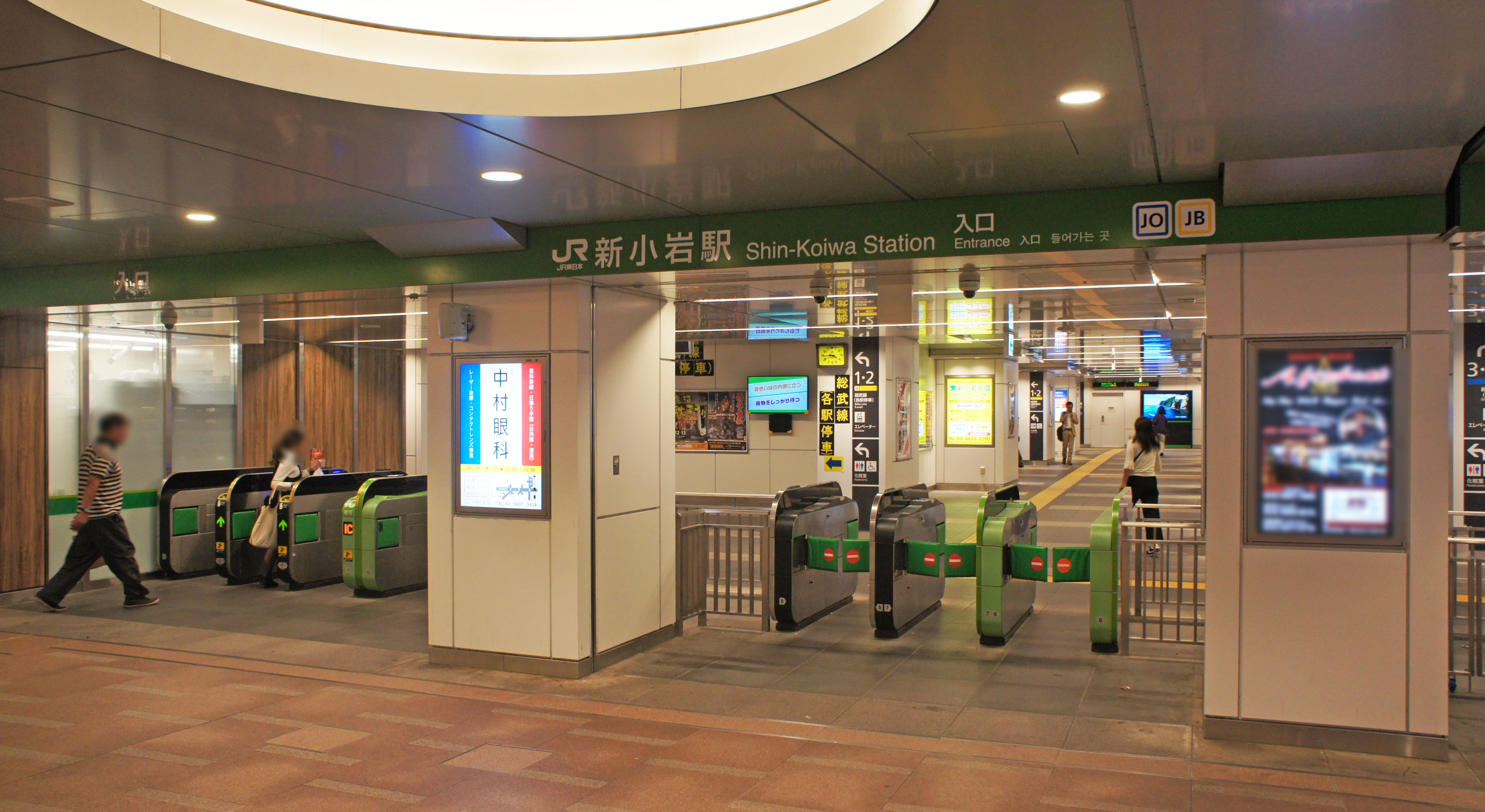
閘口（2019年9月）
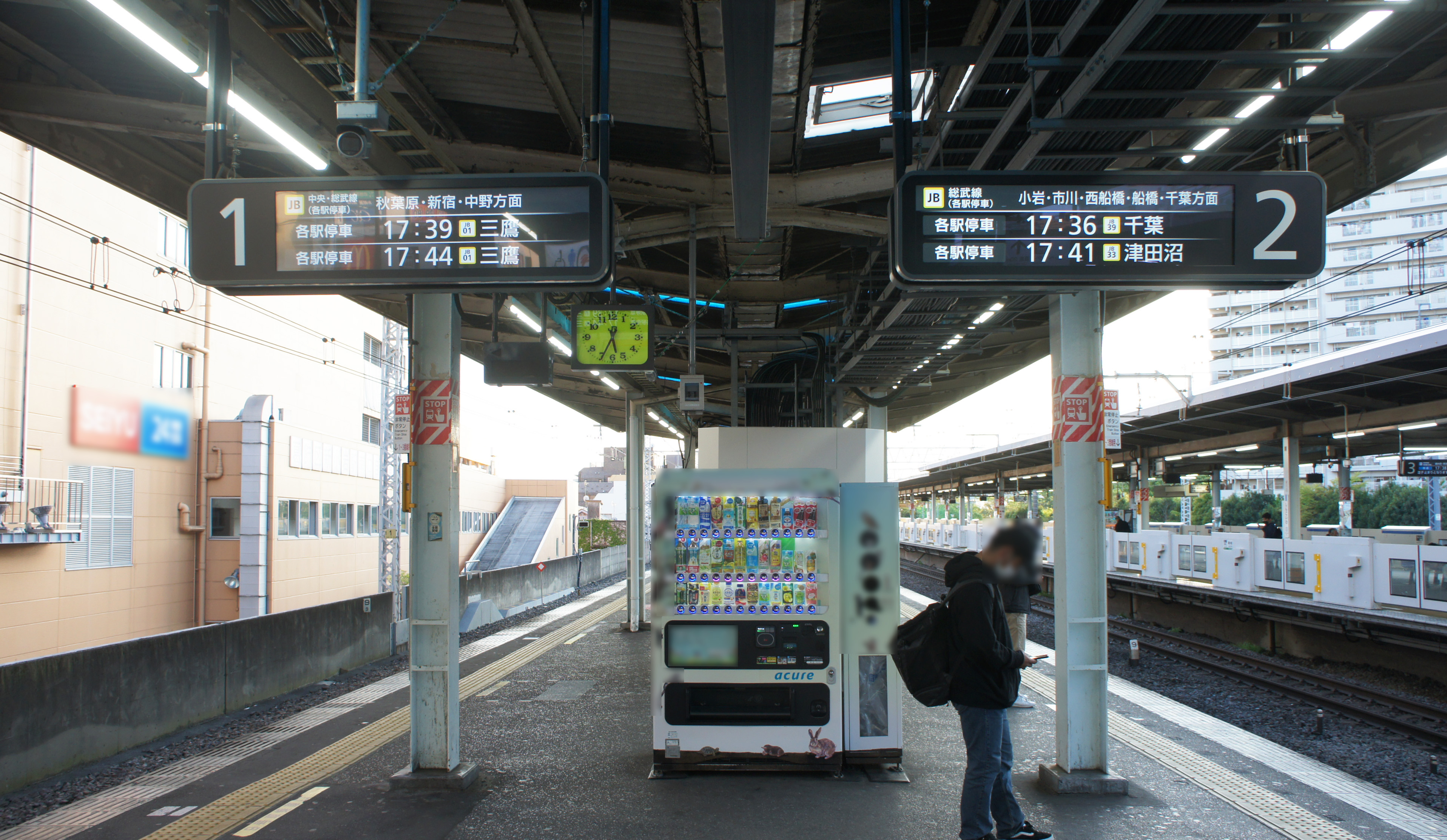
1、2號月台（中央·總武線）（2021年4月）
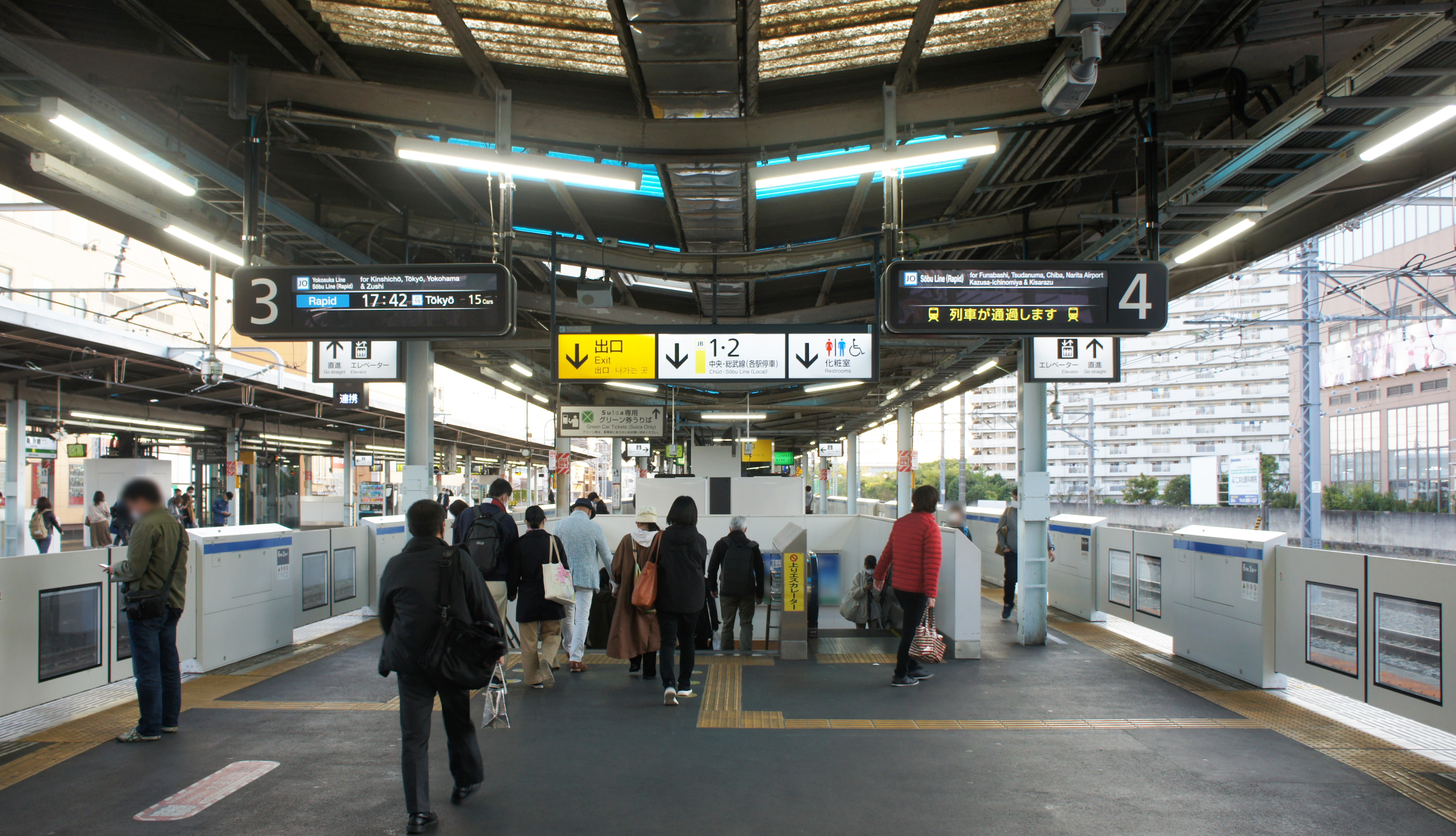
3、4號月台（總武快速線）（2021年4月）

## 利用狀況
2019年（令和元年）度1日平均上車人次為77,006人，在JR東日本內次於舞濱站名列第59位。是總武本線使用人次最多的非轉乘站。
近年的推移如下表。
| 年度               | 1日平均 上車人次 | 來源     |
| ------------------ | ---------------- | -------- |
| 1990年（平成02年） | 69,195           | [ * 1 ]  |
| 1991年（平成03年） | 70,552           | [ * 2 ]  |
| 1992年（平成04年） | 70,773           | [ * 3 ]  |
| 1993年（平成05年） | 70,077           | [ * 4 ]  |
| 1994年（平成06年） | 69,118           | [ * 5 ]  |
| 1995年（平成07年） | 69,052           | [ * 6 ]  |
| 1996年（平成08年） | 69,132           | [ * 7 ]  |
| 1997年（平成09年） | 67,526           | [ * 8 ]  |
| 1998年（平成10年） | 66,561           | [ * 9 ]  |
| 1999年（平成11年） | 66,757           | [ * 10 ] |
| 2000年（平成12年） | 67,697           | [ * 11 ] |
| 2001年（平成13年） | 68,259           | [ * 12 ] |
| 2002年（平成14年） | 68,356           | [ * 13 ] |
| 2003年（平成15年） | 68,770           | [ * 14 ] |
| 2004年（平成16年） | 69,117           | [ * 15 ] |
| 2005年（平成17年） | 69,849           | [ * 16 ] |
| 2006年（平成18年） | 70,879           | [ * 17 ] |
| 2007年（平成19年） | 71,721           | [ * 18 ] |
| 2008年（平成20年） | 72,066           | [ * 19 ] |
| 2009年（平成21年） | 71,185           | [ * 20 ] |
| 2010年（平成22年） | 71,121           | [ * 21 ] |
| 2011年（平成23年） | 70,435           | [ * 22 ] |
| 2012年（平成24年） | 70,880           | [ * 23 ] |
| 2013年（平成25年） | 72,306           | [ * 24 ] |
| 2014年（平成26年） | 72,148           | [ * 25 ] |
| 2015年（平成27年） | 74,135           | [ * 26 ] |
| 2016年（平成28年） | 75,389           | [ * 27 ] |
| 2017年（平成29年） | 76,565           | [ * 28 ] |
| 2018年（平成30年） | 77,204           | [ * 29 ] |
| 2019年（令和元年） | 77,006           |          |

## 車站周邊
新小岩地域位於鄰接江戶川區的葛飾區南端，本站是葛飾區南部的玄關口。
鐵路與平和橋通將車站周邊分為東南、西南、東北、西北四區域。車站南口面對西南區域，北口位於西北區域，有連絡通道連結北口的東北廣場位於東北區域。

### 南口
以站前圓環正對面LUMIERE商店街為中心的繁華街。鬧區延伸到南邊的江戶川區松島。
- 江戶川區役所（日语：江戸川区役所）
- 新小岩LUMIERE商店街（日语：新小岩ルミエール商店街） - 車站南側全長420公尺的商店街。是葛飾區內首座拱廊商店街[11]。
- 西友新小岩店
- 東京DERICA（日语：東京デリカ）本社
- 新小岩站前郵便局
- 關東第一高等學校（日语：関東第一高等学校）
- 東京都立江戶川高等學校（日语：東京都立江戸川高等学校）
- 東京都立小岩高等學校（日语：東京都立小岩高等学校）
- 葛飾區立小松中學校
- 葛飾區立小松南小學校
- 鏡山部屋（日语：鏡山部屋）
- 武藏川部屋（日语：武蔵川部屋）

### 北口
東京聖榮大學校區所在的北口到藏前橋通的道路稱作「大學通」，周邊一帶是餐飲店聚集的商店街。
- 新小岩公園（日语：新小岩公園） - 《美麗人生》拍攝地。
- 東京聖榮大學（日语：東京聖栄大学）
- 葛飾區立新小岩中學校
- 葛飾區立松上小學校
- 東京都道315號御徒町小岩線（日语：東京都道315号御徒町小岩線）（藏前橋通（日语：蔵前橋通り））
  - 新小岩陸橋（日语：新小岩陸橋）
  - 平井大橋（日语：平井大橋）
- 首都高速中央環狀線平井大橋出入口

#### 東北廣場
新小岩操站（現新小岩信號場站）規模縮小後所整備的廣場，設有巴士站與計程車乘車處、腳踏車停車場等。
- Sky Deck巽（スカイデッキたつみ） - 連結北口與東北廣場的屋頂式行人步道。設有電梯與電扶梯。名稱來自平和橋通與藏前橋通交會的巽（たつみ）橋交差點[13]。
- 私學事業團綜合運動場 - 日本私立學校振興·共濟事業團（日语：日本私立学校振興・共済事業団）的運動場[14]。

## 巴士路線
最近的巴士站有南口圓環的「新小岩站」、北口平和橋通上的「新小岩站北口」、東北廣場的「新小岩站東北廣場」三處。
以下路線巴士由東京都交通局（都營巴士、都營）、京成巴士（京成）、京成Town Bus（京成Town）運行。
- 新小岩站
2013年進行南口站前廣場整備後新設的巴士站[15]。
  - 1號乘車處
    - 新小22：經京葉交差點、一之江站、今井 往葛西站（都營）

  - 2號乘車處
    - 新小21：經船堀站 往西葛西站（都營）
    - 深夜12：往船堀站（都營）※僅平日深夜

  - 3號乘車處
    - 新小71：經 篠崎站 往江戶川體育樂園（日语：江戸川スポーツランド）、往瑞江站（京成）

  - 4號乘車處
    - 新小51：經堀切菖蒲園站 往綾瀨站、往Town Bus車庫（京成Town）※往Town Bus車庫僅夜間2班

  - 5號乘車處
    - 新小58：經青砥站東交差點 往龜有站、往Town Bus車庫（京成Town）
    - 新金01：經新柴又站 往金町站（京成、京成Town）※社會實驗，週六日運行[16]

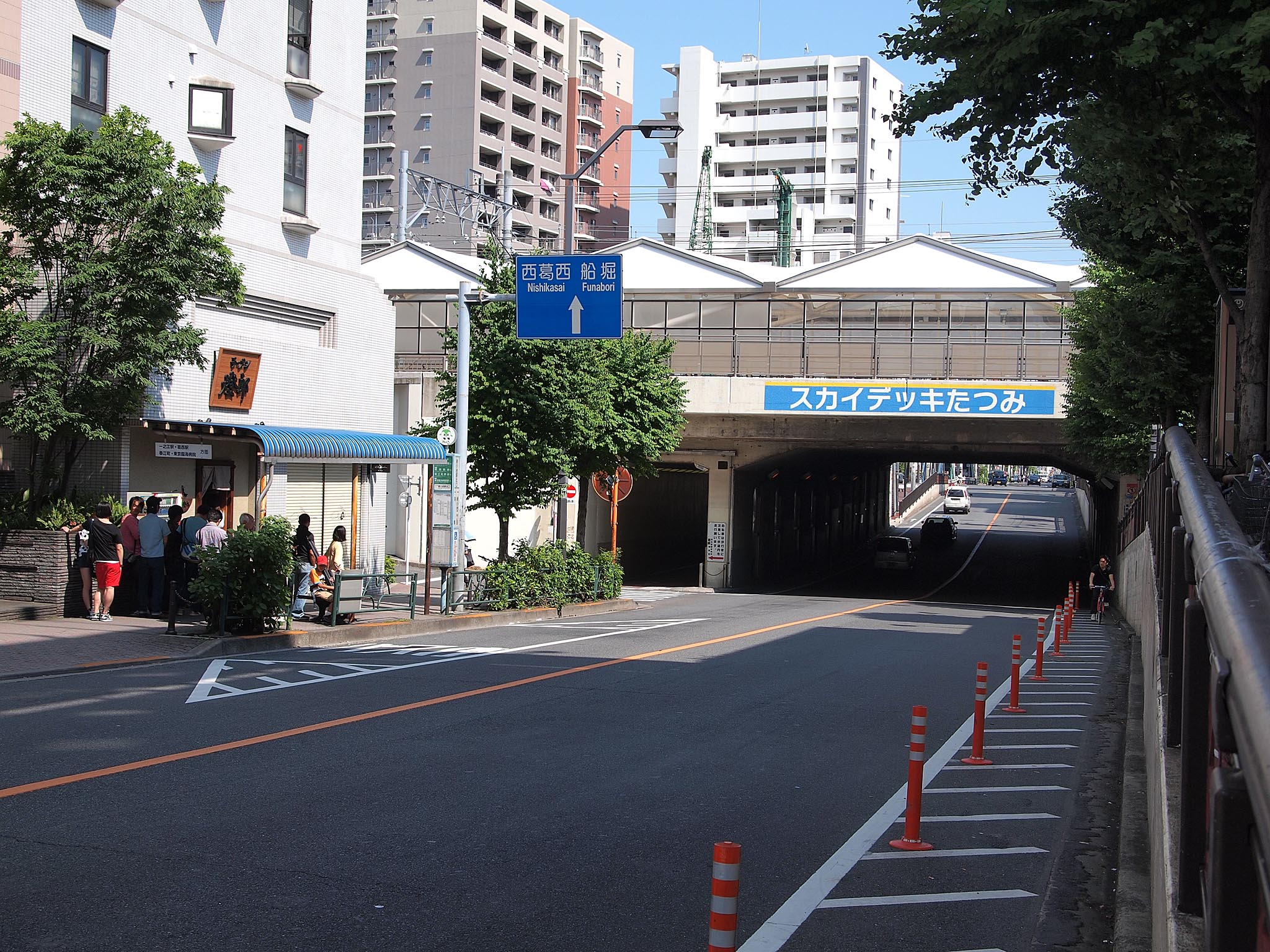
平和橋通上的新小岩站北口巴士站（2012年5月27日）

- 新小岩站北口
平和橋通東側沒有京成Town Bus專用站牌，新小51系統往新小岩站與新小58系統下車使用都營巴士站牌。
  - 8號乘車處
    - 新小51：往綾瀨站、往Town Bus車庫（京成Town）※往Town Bus車庫僅夜間2班
    - 新小58：經青砥站東交差點、往龜有站、往Town Bus車庫（京成Town）
    - 新金01：經新柴又站 往金町站（京成、京成Town）※社會實驗，週六日運行[16]

  - 9號乘車處
    - 新小20：往東新小岩四丁目（都營）
    - 新小20：往東新小岩三丁目（京成Town）
    - 新小20：經東新小岩三丁目 往Town Bus車庫（京成Town）
    - 新小29：往東新小岩四丁目（都營）
    - 新小29-2：往東新小岩四丁目（都營）

  - 10號乘車處
    - 新小20：經環七 往一之江站（都營、京成Town）
    - 新小29：經同潤會、一之江站、西瑞江（日语：西瑞江）五丁目 往葛西站（都營）
    - 新小29-2：經同潤會、一之江站、西瑞江五丁目、葛西站 往東京臨海醫院（日语：東京臨海病院）（都營）

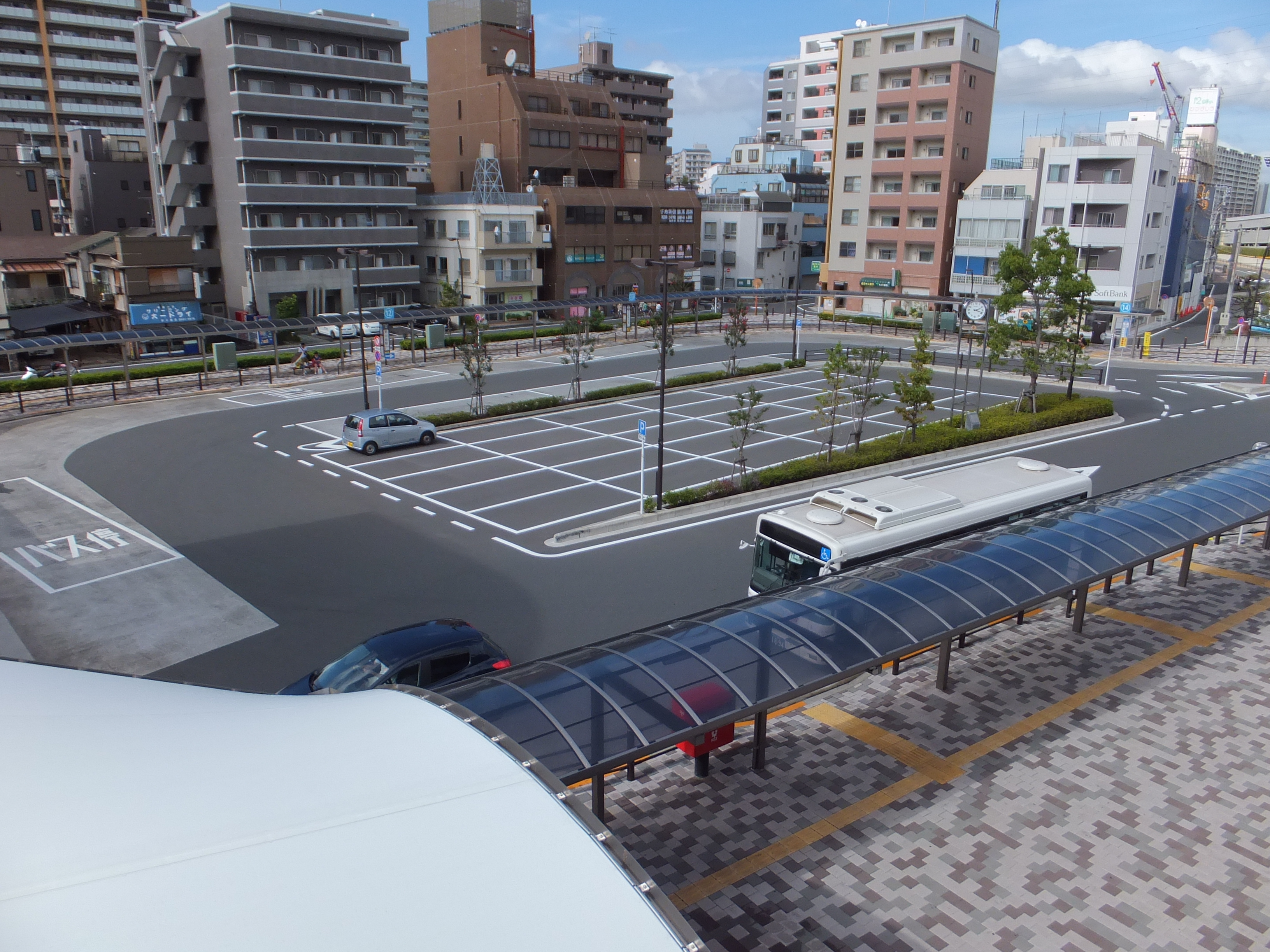
2011年3月完成的東北廣場（2013年9月15日）

    - 新小51：往新小岩站（京成Town）
    - 新小58：往新小岩站（京成Town）

- 新小岩站東北廣場
為舒緩南口站前車流而將部分路線移至此地[4]。
  - 11號乘車處
    - 新小53：經森永乳業 往龜有站（京成）

  - 12號乘車處
    - 新小52：經四木站、Town Bus車庫、小岩站北口 往市川站（京成Town）
    - 新小52乙：經四木站 往龜有站（京成Town）

  - 13號乘車處
    - 篠01：經江戶川區役所 往篠崎站、江戶川體育樂園（京成）
    - 環09：上一色中學校、大杉第二小學校、葛西站、【特急】往東京迪士尼度假區（京成）

  - 14號乘車處
    - 新小59：經平井站入口、東京晴空塔、淺草雷門 往淺草壽町（京成、京成Town）
    - 新小59：經奧戶消防署 往Town Bus車庫（京成Town）
    - 細田循環線：經奧戶（日语：奥戸）、細田（日语：細田 (葛飾区)）、京成小岩站 往新小岩站（京成、京成Town）（2021年2月22日起運行）[報道 3]

## 相鄰車站
東日本旅客鐵道
 總武線（快速）
■通勤快速
通過
■快速
錦糸町（JO 22）－新小岩（JO 23）－市川（JO 24）
 總武線（各站停車）
平井（JB 24）－新小岩（JB 25）－小岩（JB 26）

### 報導發表資料
1. ↑   (PDF). 東日本旅客鉄道.   [2020-04-24]. （原始内容 (PDF)存档于2019-07-27） （日语）.
2. ↑   (PDF) (新闻稿). 東日本旅客鉄道千葉支社. 2018-12-04  [2020-04-14]. （原始内容 (PDF)存档于2020-04-13） （日语）.
3. ↑   (PDF) (新闻稿). 京成バス／京成タウンバス. 2021-02-09  [2021-02-09]. （原始内容 (PDF)存档于2021-02-09） （日语）.

### 新聞
1. ↑  . 交通新聞 (交通新聞社). 1998-09-30: 1.
2. ↑  . 日本経済新聞. 2018-12-08  [2018-12-08]. （原始内容存档于2019-03-29）.

### 利用狀況
1. ↑  東京都統計年鑑 （页面存档备份，存于） - 東京都
2. ↑  統計江戸川 （页面存档备份，存于） - 江戸川区
3. ↑  葛飾区統計書 （页面存档备份，存于） - 葛飾区

JR東日本1999年度以後的上車人次
1. ↑  各駅の乗車人員（1999年度） （页面存档备份，存于） - JR東日本
2. ↑  各駅の乗車人員（2000年度） （页面存档备份，存于） - JR東日本
3. ↑  各駅の乗車人員（2001年度） （页面存档备份，存于） - JR東日本
4. ↑  各駅の乗車人員（2002年度） （页面存档备份，存于） - JR東日本
5. ↑  各駅の乗車人員（2003年度） （页面存档备份，存于） - JR東日本
6. ↑  各駅の乗車人員（2004年度） （页面存档备份，存于） - JR東日本
7. ↑  各駅の乗車人員（2005年度） （页面存档备份，存于） - JR東日本
8. ↑  各駅の乗車人員（2006年度） （页面存档备份，存于） - JR東日本
9. ↑  各駅の乗車人員（2007年度） （页面存档备份，存于） - JR東日本
10. ↑  各駅の乗車人員（2008年度） （页面存档备份，存于） - JR東日本
11. ↑  各駅の乗車人員（2009年度） （页面存档备份，存于） - JR東日本
12. ↑  各駅の乗車人員（2010年度） （页面存档备份，存于） - JR東日本
13. ↑  各駅の乗車人員（2011年度） （页面存档备份，存于） - JR東日本
14. ↑  各駅の乗車人員（2012年度） （页面存档备份，存于） - JR東日本
15. ↑  各駅の乗車人員（2013年度） （页面存档备份，存于） - JR東日本
16. ↑  各駅の乗車人員（2014年度） （页面存档备份，存于） - JR東日本
17. ↑  各駅の乗車人員（2015年度） （页面存档备份，存于） - JR東日本
18. ↑  各駅の乗車人員（2016年度） （页面存档备份，存于） - JR東日本
19. ↑  各駅の乗車人員（2017年度） （页面存档备份，存于） - JR東日本
20. ↑  各駅の乗車人員（2018年度） （页面存档备份，存于） - JR東日本
21. ↑  各駅の乗車人員（2019年度） （页面存档备份，存于） - JR東日本

東京都統計年鑑
1. ↑  .   [2020-07-28]. （原始内容存档于2016-03-05）.
2. ↑  .   [2020-07-28]. （原始内容存档于2016-03-05）.
3. ↑  .   [2017-12-04]. （原始内容存档于2013-08-15）.
4. ↑  .   [2017-12-04]. （原始内容存档于2013-02-03）.
5. ↑  .   [2017-12-04]. （原始内容存档于2013-02-03）.
6. ↑  .   [2017-12-04]. （原始内容存档于2013-02-03）.
7. ↑  .   [2017-12-04]. （原始内容存档于2013-02-03）.
8. ↑  .   [2017-12-04]. （原始内容存档于2016-03-04）.
9. ↑  東京都統計年鑑（平成10年）PDF
10. ↑  東京都統計年鑑（平成11年）PDF
11. ↑  .   [2017-12-04]. （原始内容存档于2016-03-04）.
12. ↑  .   [2017-12-04]. （原始内容存档于2016-03-04）.
13. ↑  .   [2017-12-04]. （原始内容存档于2017-07-29）.
14. ↑  .   [2017-12-04]. （原始内容存档于2017-07-29）.
15. ↑  .   [2017-12-04]. （原始内容存档于2017-07-29）.
16. ↑  .   [2017-12-04]. （原始内容存档于2017-07-29）.
17. ↑  .   [2017-12-04]. （原始内容存档于2017-07-29）.
18. ↑  .   [2017-12-04]. （原始内容存档于2017-07-29）.
19. ↑  .   [2017-12-04]. （原始内容存档于2017-07-29）.
20. ↑  .   [2017-12-04]. （原始内容存档于2016-03-26）.
21. ↑  .   [2017-12-04]. （原始内容存档于2016-03-27）.
22. ↑  .   [2017-12-04]. （原始内容存档于2016-03-25）.
23. ↑  .   [2017-12-04]. （原始内容存档于2016-03-27）.
24. ↑  .   [2017-12-04]. （原始内容存档于2016-03-22）.
25. ↑  .   [2017-12-04]. （原始内容存档于2017-07-30）.
26. ↑  .   [2017-12-04]. （原始内容存档于2018-11-09）.
27. ↑  .   [2020-07-28]. （原始内容存档于2019-05-02）.
28. ↑  .   [2020-07-28]. （原始内容存档于2019-12-03）.
29. ↑  .   [2020-07-28]. （原始内容存档于2020-08-04）.

## 外部連結
- 車站資訊（新小岩）：東日本旅客鐵道

35°43′0.4116″N 139°51′29.8080″E / 35.716781000°N 139.858280000°E